# Camissecla ledaea
Camissecla ledaea is een vlinder uit de familie van de Lycaenidae. De wetenschappelijke naam van de soort werd als Thecla ledaea in 1868 gepubliceerd door William Chapman Hewitson.